# Luigi Dadaglio
Luigi Dadaglio (ur. 28 września 1914 w Sezzadio, zm. 22 sierpnia 1990 w Rzymie) – włoski duchowny katolicki, kardynał, Penitencjarz Większy, Archiprezbiter bazyliki Matki Bożej Większej.
22 maja 1937 roku ukończył seminarium duchowne w Acqui i tam otrzymał święcenia kapłańskie. Po kilkuletniej pracy duszpasterskiej został skierowany do Rzymu na studia na Papieską Akademię Kościelną w Rzymie. W 1942 roku rozpoczął pracę w Sekretariacie Stanu Stolicy Apostolskiej. Od 1946 roku pełnił funkcje dyplomatyczne, kolejno w nuncjaturach apostolskich na Haiti, Dominikanie, w USA, Kanadzie, Australii, Kolumbii.
W 1960 roku Jan XXIII powierzył mu obowiązki nuncjusza w Wenezueli, a 28 października 1961 roku mianował arcybiskupem tytularnym Lero. Uczestniczył w obradach Soboru Watykańskiego II. 8 lipca 1967 roku został nuncjuszem w Hiszpanii. Jako nuncjuszowi w Wenezueli i Hiszpanii udało mu się doprowadzić do podpisania dokumentów regulujących status Kościoła katolickiego w tych krajach. Jan Paweł II powierzył mu 4 października 1980 roku funkcję sekretarza Kongregacji Sakramentów i Kultu Bożego.
8 kwietnia 1984 roku został propenitencjarzem, 25 maja 1985 roku wyniesiono go do godności kardynalskiej, a dwa dni później mianowano wielkim penitencarzem. 15 grudnia 1986 roku mianowany archiprezbiterem bazyliki Matki Bożej Większej. W latach 1987–1988 był przewodniczącym Głównego Komitetu Obchodów Roku Maryjnego.
Zmarł w Rzymie. Pochowano go w rodzinnym Sezzadio.